# Felix Quetting
Felix Quetting, někdy též Kveting (31. prosince 1881, Praha - 19. prosince 1944, Praha) byl pražský německý architekt a výtvarník.

## Život
Felix Quetting studoval v letech 1897 - 1903 na Uměleckoprůyslové škole v Praze pod vedením Jana Kotěry, Felixe Jeneweina a Stanislava Suchardy. V létě 1901 absolvoval Quetting s několika spolužáky (např. Otakar Novotný, Adolf Foehr) Kotěrou organizovanou studijní cestu cestu po Itálii, kde navštívili Terst, Benátky, Ravennu, Bolognu, Padovu, Florencii a Anconu.
Kolem roku 1909 založil Quetting společný ateliér s architektem Antonínem Kotkem. Společně získali druhou cenu v soutěži na Letenský tunel uspořádané v roce 1909.

## Dílo
- parní mlýn pro Josefa Fialu spolu s nájemním domem Maroldova 6, Praha - Nusle (ve spolupráci s Kotkem)
- činžovní domy pro stavitele Emila Hraběte v Moravské 19 a Moravské 27, Praha - Vinohrady (ve spolupráci s Kotkem) - styl geometrické secese, "empírová" okna

## Galerie

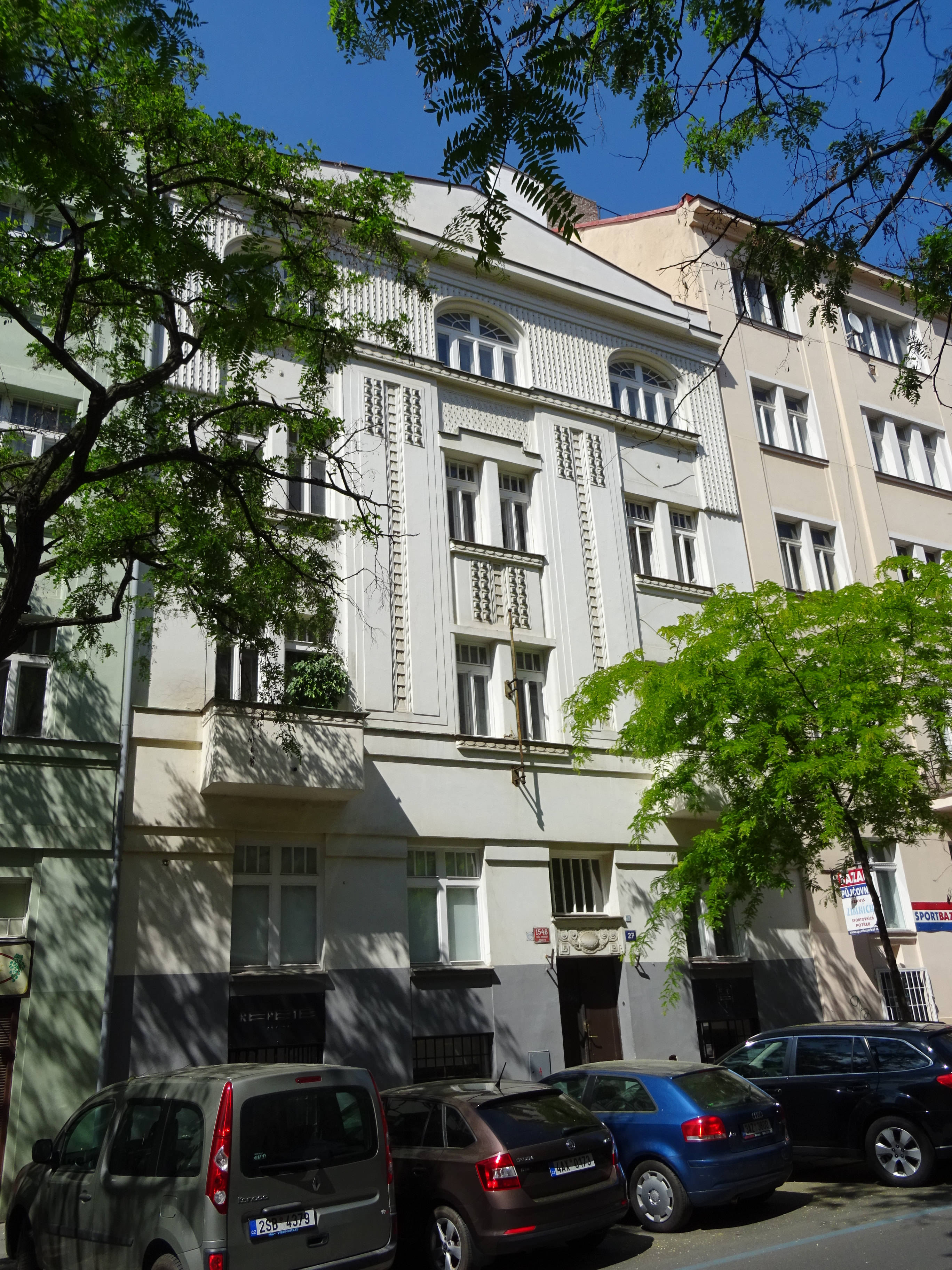
Činžovní dům ve stylu geometrické secese, Moravská 27, Praha - Vinohrady
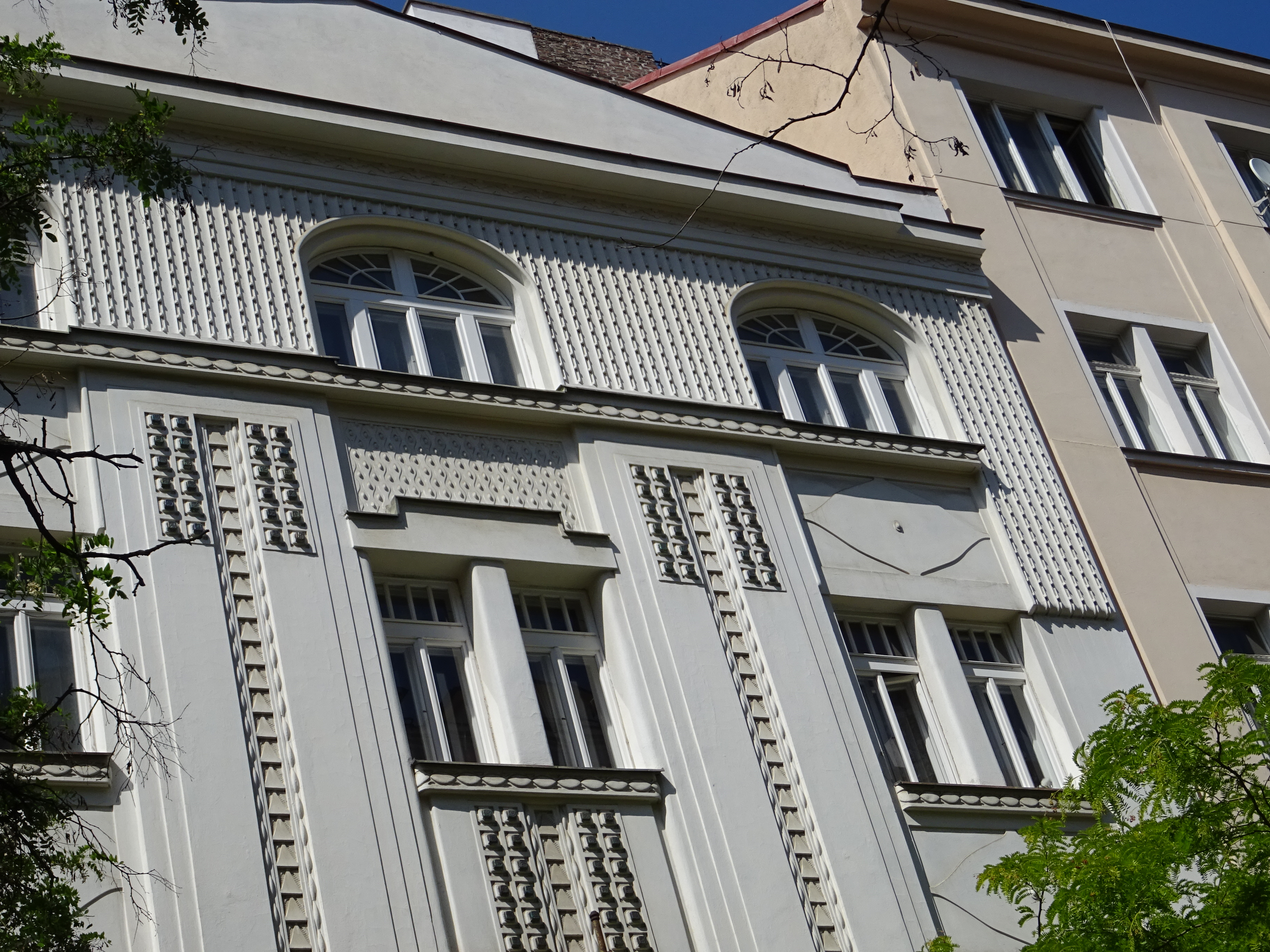
Detail fasády domu Moravská 27, Praha - Vinohrady (půlkruhová "empírová" okna)
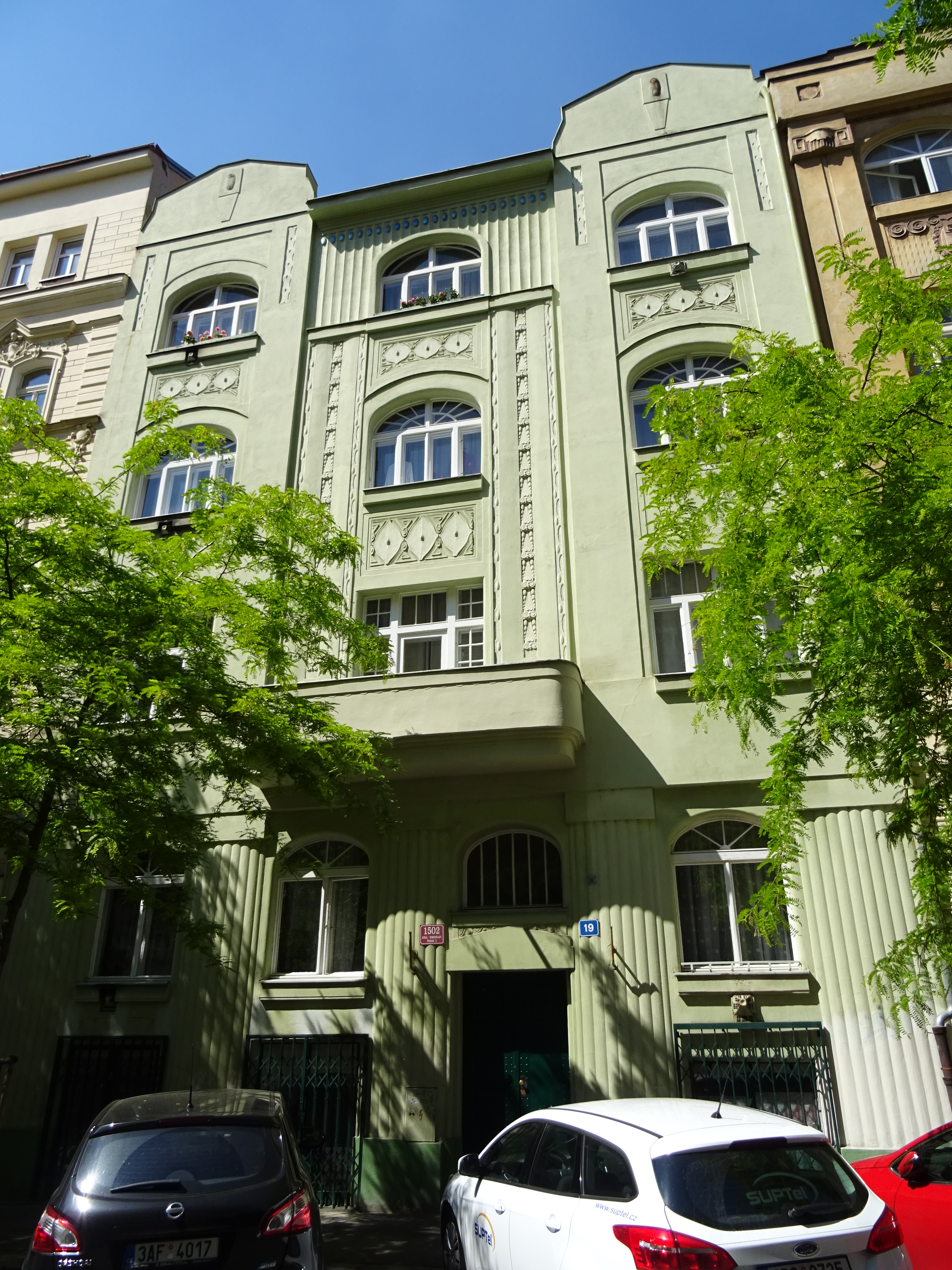
Činžovní dům ve stylu geometrické secese, Moravská 19, Praha - Vinohrady